# به‌ملاطفت دوستم بدار (فیلم)
به‌ملاطفت دوستم بدار (انگلیسی: Love Me Tender) فیلمی به کارگردانی رابرت دی وب محصول ۱۹۵۶ در ایالات متحده آمریکا است. ریچارد ایگن، دبرا پاجت و الویس پرسلی از بازیگران این فیلم بوده‌اند.